# Hans Michael Strepp
Hans Michael Strepp (* 28. Dezember 1967 in Bonn) ist ein deutscher Jurist. Er war Pressesprecher sowie Leiter der Pressestelle in der Landesleitung der CSU, als deren Hauptgeschäftsführer er von Oktober 2013 bis Februar 2019 tätig war. Seither ist er Amtschef des im November 2018 gegründeten Bayerischen Staatsministeriums für Digitales.

## Werdegang
Strepp studierte Rechtswissenschaft und wurde im Jahr 2000 an der juristischen Fakultät der Universität München mit einer Dissertation über Irreführung und Verwechslungsgefahr: Einige dogmatische Aspekte des Verhältnisses von Wettbewerbs- und Markenrecht zum Dr. iur. promoviert. Nach seinem Studium arbeitete er in München als Staatsanwalt und Richter. Unter Edmund Stoiber war er Pressesprecher der Staatskanzlei. Am 1. Mai 2006 wurde er in Nachfolge von Bernhard Schwab Pressesprecher in der Landesleitung der CSU. Diesen Posten führte er auch für Erwin Huber und Horst Seehofer aus. Strepp trat Ende Oktober 2012 zurück. Im Oktober 2013 wurde Strepp Hauptgeschäftsführer der CSU, zunächst nur kommissarisch, nach der Wahl des neuen Generalsekretärs Andreas Scheuer durch den Parteivorstand im Dezember 2013 dann regulär. Laut Süddeutscher Zeitung vom Dezember 2013 war Strepp damals „Seehofers wohl wichtigster Stratege“ und „der eigentliche Architekt des CSU-Wahlerfolges“ neben Alexander Dobrindt. Im Februar 2019 schied er als Hauptgeschäftsführer aus und wurde unter Staatsministerin Judith Gerlach (CSU) Ministerialdirektor und Amtschef des im November 2018 gegründeten Bayerischen Staatsministeriums für Digitales.

## Affäre um versuchte Einflussnahme auf Medienberichterstattung
Auslöser der Affäre war ein Telefonanruf Strepps am Sonntag, den 21. Oktober 2012, in der heute-Redaktion des ZDF, über den zunächst die Süddeutsche Zeitung in einem Artikel vom 23. Oktober 2012 berichtete, dessen Darstellung anschließend vom ZDF bestätigt und in der Folge um weitere Einzelheiten ergänzt wurde. Strepp soll mit dem Anruf versucht haben, die Redaktion von ihrem Vorhaben abzubringen, in ihrer Sendung um 19 Uhr über den Landesparteitag der SPD Bayern zu berichten, bei dem Christian Ude zum Spitzenkandidat für die Landtagswahl gewählt wurde. Sende das ZDF einen Beitrag, obwohl weder die Redaktion der ARD-Tagesschau noch der von ARD und ZDF gemeinsam betriebene Kanal Phoenix eine entsprechende Berichterstattung planten, werde dies „Diskussionen nach sich ziehen“. Die Redaktionsmitarbeiter äußerten sich laut der Berichte von dem Anruf überrascht und empfanden ihn als eindeutigen Versuch der Einflussnahme auf die unabhängige Berichterstattung des Senders. Strepps Vorgesetzter, der CSU-Vorsitzende Horst Seehofer, ist Mitglied des ZDF-Verwaltungsrats und CSU-Generalsekretär Alexander Dobrindt ist Mitglied des über die Einhaltung der Programmrichtlinien wachenden ZDF-Fernsehrats und dessen insbesondere für die Nachrichtenprogramme zuständigen Programmausschusses Chefredaktion.
Strepp bestätigte den Anruf, bestritt jedoch, auf den Sender Druck ausgeübt zu haben. Gegenüber der Süddeutschen Zeitung teilte Strepp mit, die Darstellung, es habe sich um einen Drohanruf gehandelt, entspreche „nicht den Tatsachen, und ich widerspreche ihr entschieden“. Der Chefredakteur des ZDF, Peter Frey, hingegen erklärte, Strepp habe in der „heute“-Redaktion angerufen „und die geplante Berichterstattung über den Landesparteitag der SPD in Frage gestellt“. Weiterhin berichtete Frey, dass Strepp auch über den Leiter des ZDF-Landesstudios, Ulrich Berls, und den Leiter der Hauptredaktion Aktuelles, Elmar Theveßen, versucht habe, Einfluss auf die Berichterstattung zu nehmen. Der Intendant des ZDF, Thomas Bellut, nannte die Intention des Anrufs „eindeutig“. Frey forderte, Strepp müsse die Frage beantworten, aus welchem Grund und mit welcher Intention er in der Redaktion angerufen habe. Strepp nahm zu dieser Frage jedoch nicht öffentlich Stellung.
Im Zuge der Diskussionen um Strepps Anruf in Mainz erklärte der Leiter des ARD-Hauptstadtstudios, Ulrich Deppendorf, Strepp habe sich am selben Tag auch per SMS bei einem vom Bayerischen Rundfunk nach Berlin entsandten Politikredakteur zu Plänen der ARD erkundigt, über den Landesparteitag der SPD Bayern zu berichten.

### Reaktionen
Strepps Agieren war Anlass für eine breite Diskussion um die Einflussnahme von Funktionären oder Politikern politischer Parteien auf Medien, die Pressefreiheit im Allgemeinen und das Verhalten der CSU gegenüber der Öffentlichkeit.
Am 25. Oktober 2012 bat Strepp Seehofer darum, ihn von den Aufgaben des Pressesprechers zu entbinden. Seehofer entsprach dieser Bitte und informierte unmittelbar darauf die Medien von Strepps Rücktritt. Am selben Tag beschäftigte sich der Bayerische Landtag aufgrund eines Dringlichkeitsantrags der SPD-Fraktion mit der Affäre. Aus diesem Anlass sagte Seehofer seine Teilnahme an der Konferenz der Ministerpräsidenten der Bundesländer ab, um bei der Debatte „notfalls auch selber das Wort ergreifen“ zu können. In der Debatte bezeichnete Seehofer den Anruf Strepps als „aufklärungsbedürftig“ und versprach, in den Gremien des ZDF zur Aufklärung des Sachverhalts beizutragen. Der Rücktritt sei „notwendig und richtig“ gewesen. Eberhard Sinner, medienpolitischer Sprecher der CSU-Fraktion im Landtag, nannte Strepps Anruf „überflüssig“, „unerträglich“ sowie „nicht tolerierbar“. Die Vorwürfe der Opposition, dass es sich bei dem Anruf um einen Teil der Pressestrategie Seehofers gehandelt habe, wies Sinner jedoch mit dem Hinweis scharf zurück, dass die CSU die „Partei der Presse- und Meinungsfreiheit“ sei. Strepps Nachfolger wurde der bisherige Strategiebeauftragte und Seehofer-Vertraute Jürgen Fischer. Auch nach seinem Rücktritt als Pressesprecher behielt er seine Funktion als Leiter des Planungsstabs der Münchner Parteizentrale bei.